# Sigma Geminorum

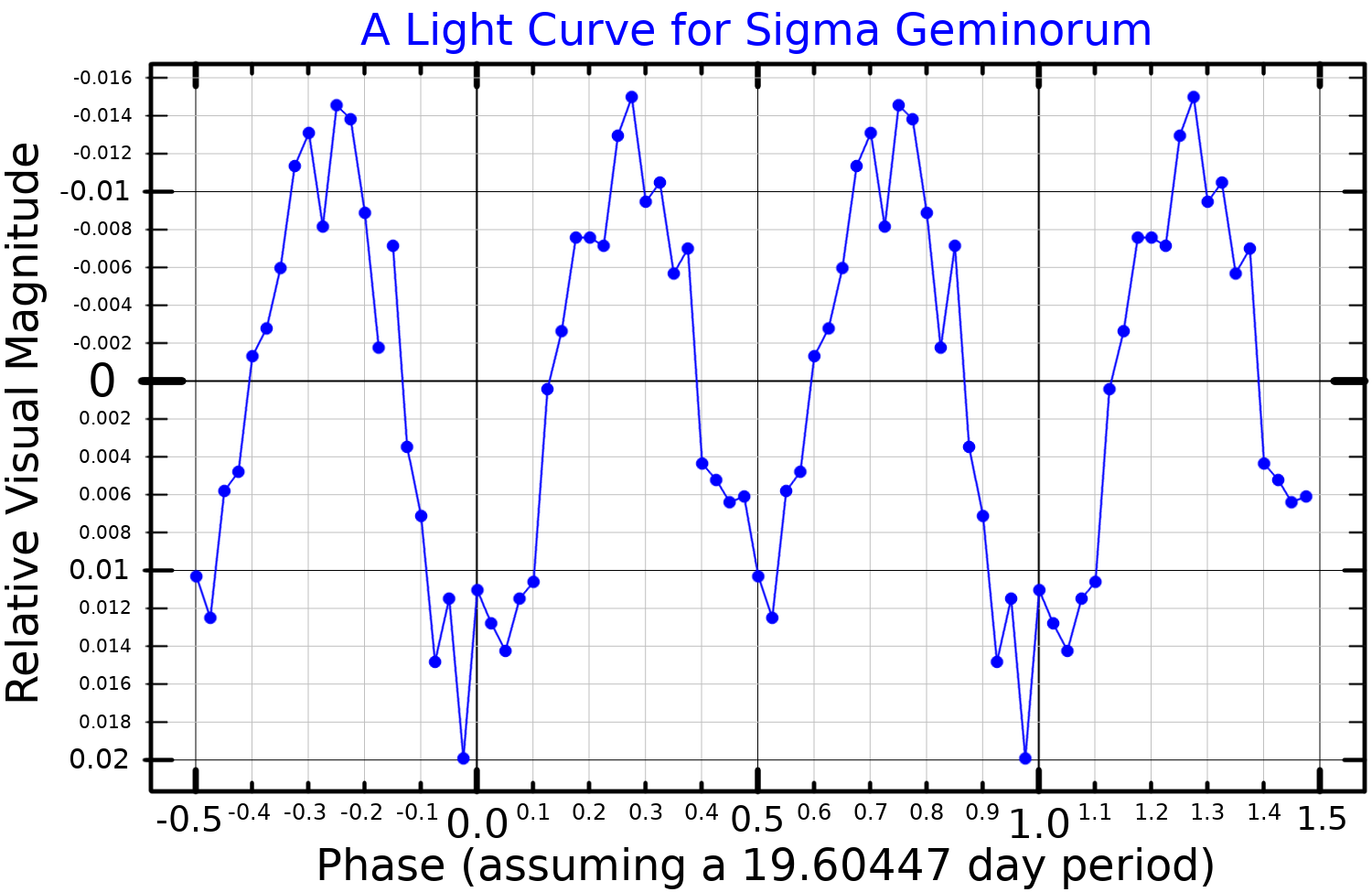
Curva de luz de Sigma Geminorum

Sigma Geminorum (σ Gem / 75 Geminorum / HD 62044 / HR 2973) es una estrella de magnitud aparente +4,23 en la constelación de Géminis. Es una gigante naranja de tipo espectral K1IIIb y 4600 K de temperatura efectiva. Brilla con una luminosidad equivalente a 34 soles y tiene un radio 9,3 veces más grande que el radio solar.
Probablemente es una gigante de baja masa, en torno a 1,5 masas solares.
Se encuentra a 122 años luz del sistema solar.
Sigma Geminorum es una estrella variable del tipo RS Canum Venaticorum. Tiene una acompañante muy próxima —posiblemente una enana de tipo G o K— a una distancia de sólo 0,2 UA de la estrella principal que completa una órbita cada 19,605 días. La rotación de la gigante naranja está sincronizada con el período orbital de la compañera, girando más deprisa de lo habitual —su velocidad de rotación en el ecuador es entre 22 y 27 km/s—. Ello ha generado una gran actividad magnética en la estrella gigante naranja; hasta el 30 % de su superficie está cubierta de grandes manchas estelares, que pueden ser análogas a las del Sol, pero de tamaños descomunales, de forma que cuando gira la estrella su brillo varía. Asimismo, es una de las fuentes más importantes de rayos X así como una radiofuente notable.